# Jasper Cillessen
Jacobus Antonius Peter Cillessen (Nimegue, 22 de abril de 1989) é um futebolista neerlandês que atua como goleiro. Atualmente está no NEC.

## Clubes

### NEC
Desenvolveu-se nas categorias de base do NEC, estreando pela equipe principal em agosto de 2010.

### Ajax
Em 27 de agosto de 2011, foi anunciado que o NEC e Ajax chegaram a um acordo para a transferência de Cillessen ao clube de Amesterdam para um valor estimado em € 3 milhões. Ele assinou um contrato de cinco anos, ligando-o ao Ajax até 2016.
Estreou no dia 21 de setembro de 2011, na vitória por 3 a 1 sobre o VV Noordwijk. Ao longo de 2013 tornou-se titular na equipe, no lugar de Kenneth Vermeer.

### Barcelona
No dia 25 de agosto de 2016, foi contratado pelo Barcelona por cinco temporadas, a um custo de 13 milhões de euros e cláusula de rescisão contratual fixada em 60 milhões de euros.

### Valencia
Após disputar apenas 32 jogos em três temporadas e amargar a reserva do alemão Ter-Stegen, Cillesen foi anunciado como novo reforço do Valencia no dia 25 de junho de 2019.

## Seleção Nacional
Estreou pela Seleção Neerlandesa no dia 7 de junho de 2013, na vitória por 3 a 0 contra a Indonésia. Em junho de 2014, Cillessen foi convocado para disputar a Copa do Mundo de 2014.

## Estatísticas
Atualizado até 16 de julho de 2020.

### Clubes
| Equipe            | Temporada         | Campeonato nacional | Campeonato nacional | Copas nacionais | Copas nacionais | Competições continentais | Competições continentais | Outros torneios | Outros torneios | Total | Total |
| Equipe            | Temporada         | Jogos               | Gols                | Jogos           | Gols            | Jogos                    | Gols                     | Jogos           | Gols            | Jogos | Gols  |
| ----------------- | ----------------- | ------------------- | ------------------- | --------------- | --------------- | ------------------------ | ------------------------ | --------------- | --------------- | ----- | ----- |
| NEC Nijmegen      | 2010–11           | 31                  | 0                   | 1               | 0               | –                        | –                        | –               | –               | 32    | 0     |
| NEC Nijmegen      | 2011–12           | 3                   | 0                   | –               | –               | –                        | –                        | –               | –               | 3     | 0     |
| NEC Nijmegen      | 2022–23           | 0                   | 0                   | 0               | 0               | –                        | –                        | –               | –               | 0     | 0     |
| NEC Nijmegen      | Total             | 34                  | 0                   | 1               | 0               | –                        | –                        | –               | –               | 35    | 0     |
| Ajax              | 2011–12           | 4                   | 0                   | 3               | 0               | –                        | –                        | –               | –               | 7     | 0     |
| Ajax              | 2012–13           | 5                   | 0                   | 5               | 0               | 1                        | 0                        | –               | –               | 11    | 0     |
| Ajax              | 2013–14           | 25                  | 0                   | 1               | 0               | 7                        | 0                        | –               | –               | 33    | 0     |
| Ajax              | 2014–15           | 32                  | 0                   | –               | –               | 10                       | 0                        | –               | –               | 42    | 0     |
| Ajax              | 2015–16           | 33                  | 0                   | 1               | 0               | 10                       | 0                        | –               | –               | 44    | 0     |
| Ajax              | 2016–17           | 2                   | 0                   | –               | –               | 4                        | 0                        | –               | –               | 6     | 0     |
| Ajax              | Total             | 101                 | 0                   | 10              | 0               | 32                       | 0                        | –               | –               | 143   | 0     |
| Barcelona         | 2016–17           | 1                   | 0                   | 8               | 0               | 1                        | 0                        | 0               | 0               | 10    | 0     |
| Barcelona         | 2017–18           | 1                   | 0                   | 9               | 0               | 1                        | 0                        | 0               | 0               | 11    | 0     |
| Barcelona         | 2018–19           | 3                   | 0                   | 7               | 0               | 1                        | 0                        | 0               | 0               | 11    | 0     |
| Barcelona         | Total             | 5                   | 0                   | 24              | 0               | 3                        | 0                        | 0               | 0               | 32    | 0     |
| Valencia          | 2019–20           | 24                  | 0                   | 0               | 0               | 6                        | 0                        | –               | –               | 30    | 0     |
| Valencia          | 2020–21           | 10                  | 0                   | 0               | 0               | 0                        | 0                        | –               | –               | 10    | 0     |
| Valencia          | 2021–22           | 17                  | 0                   | 0               | 0               | 0                        | 0                        | –               | –               | 17    | 0     |
| Valencia          | Total             | 51                  | 0                   | 0               | 0               | 6                        | 0                        | –               | –               | 57    | 0     |
| Total na carreira | Total na carreira | 188                 | 0                   | 35              | 0               | 40                       | 0                        | 0               | 0               | 263   | 0     |

## Títulos
Ajax
- Eredivisie: 2011–12, 2012–13, 2013–14
- Supercopa dos Países Baixos: 2013

Barcelona
- Campeonato Espanhol: 2017–18, 2018–19
- Copa do Rei: 2016–17, 2017–18
- Supercopa da Espanha: 2018
- International Champions Cup: 2017
- Troféu Joan Gamper: 2017